# リハプライム
リハプライム株式会社（りはぷらいむ）は、埼玉県さいたま市大宮区に本社を置き介護保険事業を全国に展開する企業。日本全国に「コンパスグループ」として店舗を展開するほか、出版事業も行う。第13回 『日本でいちばん大切にしたい会社』大賞 厚生労働大臣賞および「第57回 グッドカンパニー大賞 特別賞」受賞企業。

## 概要
2011年2月設立。リハビリ型デイサービス、訪問看護などを事業展開。「敬護」の企業理念の元、介護事業以外に移動スーパーなど多種類の事業も展開、「コンパスヴィレッジ」を形成する。ほぼ全国に「コンパスグループ」として店舗を展開。「コンパス」とは「羅針盤」の意味。2025年1月現在、198施設を運営。
住み慣れた地域や自宅で暮らす「ハッピーリタイアメント社会」を目指し、「在宅」にこだわる。核となるのはリハビリ、歩行訓練、運動療法、介護整体などを行うデイサービス施設「コンパスウォーク」である。これに加え、訪問看護、福祉用具・介護用品のレンタルや通販サイト、美容室、移動スーパーなどの多種多様なサービスを展開。これらを有機的に結び付け「コンパスビレッジ」と呼び一元的に運営する。小池の発想は、「社員が幸せに働けているなら、関わる人を幸せにしようとするはずで、自ずと三方よしが実現される」とするものである。その風土づくりのため、関係性の研修に注力。2022年頃から毎朝4時に3分間の動画を配信を続けている。

### 会社設立
2011年4月、創業者小池修が脱サラをしコンパスウォーク1号店をオープン。「半日型」のリハビリデイサービスを導入。設立のきっかけは、小池の両親が病気で倒れ、介護施設を探したものの、両親を安心して預けられる施設が見つからなかったためだという。小池は高齢者を介助して護る「介護」ではなく、人生の大先輩としてリスペクトして護る「敬護」でなければいけないと痛感し、マイホームや愛車を売り、家族の保険を解約して3000万円を捻出し、立ち上げた。

### 敬護の理念
「敬護」という理念による事業展開を推進。地域サロンとして役割を持たせたシニア向け喫茶店と美容室、移動スーパー事業、健康食パン事業に進出。また、全国に出店条件を「両親の住んでいる地元エリア」とするフランチャイズ展開を行うリハビリ型のデイサービス「コンパスウォーク」を展開。同社の「敬護」精神に基づく介護事業への取り組みは、介護業界だけでなく各界の経営者からもその経営理念が注目され、多くのマスメディアでも取り上げられた ほか、 第13回 『日本でいちばん大切にしたい会社』大賞 厚生労働大臣賞など、多数の受賞歴がある。2023年には、「敬護の日(11月15日)」が日本記念日協会により記念日登録認定された。

### 職場環境の改善
職場環境の改善に積極的に人員を増やしたり、やりがいが持てるような評価制度や研修に注力。離職率が高いといわれる介護業界で、社員の定着率を90％超えを達成した。小池は社員のやりがいのために最も重要なものが「経営理念」だと考えている。これを決めるだけではなく、社内で確認し浸透させることが重要と考えている。属人化に陥らないよう、例えば「社員がいつでも休める環境」の具体策の実現を考えた。
障害者の実雇用率は3.49％で、過去3年間に採用した障害者の就職6か月後定着率は100％であった（2022年6月1日）。障害者の半数以上の平均賃金を埼玉県の平均賃金より10％以上高く設定。アルバイト雇用の障害者の正社員化の対応にも積極的である。
企業としての取り組みの一つに「恩返し父母研修制度」を設けた。入社5年を経過した社員が、親を連れ勤務時間に高級ホテルに泊まりに行くという取り組みである。これは誰もが自分の家庭を持つと親と旅行をしなくなるためだという。費用は全額会社負担。これが社内では好評であった。また、両親が倒れて介護のために離職し地元へ帰りたいという相談を受けた場合に、地元でリハプライムの子会社を、資金は会社負担で作ることを提案するなどしている。その結果、長崎、和歌山、静岡、沖縄（石垣市）、群馬に拠点を作った。中には30歳で3店舗を構え、年商2億円に上る女性もいる。

## 沿革
- 2011年
  - 2月、リハプライム株式会社設立。
  - 4月、コンパス大宮西口店開設。
  - 9月、2011年度 感動物語コンテスト グランプリ受賞。
- 2014年
  - 11月、一般社団法人日本ほめる達人協会 埼玉支部設立。
- 2017年
  - 1月、資本金を2000万円に増資。
  - 2月、コンパス福祉用具開設。
  - 6月、コンパスエージェントスタイル（人材派遣）、コンパスエージェントスタイル（職業紹介）開設。
  - 11月、2017年度 感動物語コンテスト グランプリ受賞。
- 2018年
  - 1月、喫茶と美容室 茶の間（喫茶店・美容室・福祉の複合施設）開設。
- 2020年
  - 1月、資本金を4000万円に増資。
  - 11月、2020年度 感動物語コンテスト グランプリ受賞。
- 2021年
  - 8月、リハプライム九州株式会社 子会社設立。
  - 11月、コンパス娘息子代行サービス岡山支部開設。
- 2022年
  - 7月、リハプライム静岡株式会社 子会社設立。
  - 8月、リハプライム和歌山株式会社 子会社設立。
  - 11月、コンパス娘息子代行サービス足立区支部開設。
  - 12月、コンパス娘息子代行サービス春日部支部、コンパス娘息子代行サービス藤枝支部開設。
- 2023年
  - 3月、『第13回 日本でいちばん大切にしたい会社』大賞・厚生労働大臣賞を受賞。「障害者雇用に関する優良な中小事業主に対する認定制度（もにす認定制度）」に認定。
  - 11月、15日には「敬護の日(11月15日)」が日本記念日協会により記念日登録認定される[25]。
  - 11月30日、「第57回（2023年度）グッドカンパニー大賞 特別賞」を受賞[5]。
- 2024年
  - 9月15日、U－18（18歳以下）世代の発想を、企業の課題解決につなげようというプログラム「Corp Touch（コープタッチ）」（主催:Unpacked、産経新聞社）に参加[27]。
  - 9月17日、埼玉県障害者雇用優良事業所理事長努力賞受賞[28]。
- 2025年
  - 2月4日、代表・小池が滋賀県・滋賀県産業立地推進協議会主催の近江金石会の特別講演に登壇[29]。
  - 2月17日、リハプライム、パナソニックグループ、京都大学、香川大学と 高齢者施設利用者及びその家族のウェルビーイングを向上させる「テレさんぽ日記」サービスの共同実証を開始[30]。
  - 3月25-26日、U18世代（18歳以下の中高生）向けにインターンシッププログラムであるコンパスキャンプを開催[31]。

以上 より。

## 受賞・認定歴
- 2011年9月 - 2011年度 感動物語コンテスト グランプリ[6]。
- 2023年3月3日 - 第13回 『日本でいちばん大切にしたい会社』大賞 厚生労働大臣賞[4]。
- 2023年3月8日 -厚生労働省の障害者雇用に関する優良な中小事業主に対する認定制度（もにす認定制度）[32]。
- 2023年11月 -「第23回企業家賞 チャレンジャー賞」[33]、「第57回（2023年度）グッドカンパニー大賞 特別賞」[5]
- 2024年9月17日、埼玉県障害者雇用優良事業所理事長努力賞受賞[28]。

## メディア

### テレビ
- 羽鳥慎一モーニングショー（テレビ朝日）
- 日経スペシャル カンブリア宮殿 敬護の精神で全面サポート 頼れるスーパー介護施設!（2023年8月17日、テレビ東京）- 社長 小池修出演[8][34]。

### 雑誌
- 『クロワッサン』（マガジンハウス、2025年2月10日号）の特集「はじめての介護」（P47-49、同社理学療法士の介護技術の紹介[35]。

## 所在地

### 本社
埼玉県さいたま市大宮区桜木町1丁目7−5 ソニックシティビル26F

### 施設・拠点
日本全国に209施設（2025年7月現在）